# Pučišća
Pučišća su općina na otoku Braču u Hrvatskoj.

## Općinska naselja
Pučišćima pripadaju 3 naselja (stanje 2006.), to su: Gornji Humac, Pražnica i Pučišća. 

## Zemljopis
Pučišća su na kraju pučiške luke, jedne duboke uvale na istočnoj polovici sjeverne obale Brača. Sve ceste prima Pučišćama vode serpentinama. Glavne ceste do Pučišća su iz juga od Pražnica (7 km), a iz zapada od Postira pratujući obalu (14 km). Na početku uvale je veliki kamenolom Jadrankamena, koji je daleko i lako vidljiv i od Dalmatinske obale jer je jako bijel.

## Stanovništvo

### Popis 2011.
Prema popisu stanovništva iz 2011. godine, Općina Pučišća ima 2171 stanovnika. Većina stanovništva su Hrvati s 98,62 %, a po vjerskom opredijeljenju većinu od 95,30 % čine pripadnici katoličke vjere. Samo naselje Pučišća ima 1529 stanovnika.
| broj stanovnika | 1978  | 2433  | 2720  | 3387  | 3620  | 3616  | 3068  | 2861  | 2461  | 2599  | 2566  | 2354  | 2397  | 2393  | 2224  | 2171  | 1926  |
|                 | 1857. | 1869. | 1880. | 1890. | 1900. | 1910. | 1921. | 1931. | 1948. | 1953. | 1961. | 1971. | 1981. | 1991. | 2001. | 2011. | 2021. |

| broj stanovnika | 1218  | 1526  | 1722  | 2169  | 2290  | 2297  | 3068  | 1815  | 1587  | 1684  | 1663  | 1588  | 1706  | 1706  | 1602  | 1529  | 1341  |
|                 | 1857. | 1869. | 1880. | 1890. | 1900. | 1910. | 1921. | 1931. | 1948. | 1953. | 1961. | 1971. | 1981. | 1991. | 2001. | 2011. | 2021. |

## Uprava
Uprava naselja se sastoji od 11 vijećnika i načelnika.

## Povijest
Pučišćane su napali omiški gusari, ali su se obranili s trinaest kula ili kaštila (kaštel Bokanić i dr.). Tako je grad Pučišća dobio nadimak "Luka Kula".
Obitelj Bokanić koja je poznata po graditeljima i klesarima, jedan je od rodova pučiškog plemstva koji je s Ciprijanom Žuvetićem osnovao novo naselje u Pučiškom Docu podno Pražnica.
Osmanlije su tijekom Ciparskog rata napale Pučišća, ali je sustav kula iz 15. stoljeća omogućio kvalitetnu obranu.
Pučišća su dobila naslov castel 28. svibnja 1600., a dodijelio im ga je generalni providur Dalmacije Filipo Pasqualigo. U početku razvoja toga naselja bilo je 13 kula-kaštela, od kojih su do danas sačuvani Davidović ili Michieli, Akvila (nekadašnja općinska zgrada), Prodić ili Ciccarelli, Bokanić ili Lukinović, Pinesić ili Moro, zatim jedna kula do mjesne gostionice i druga obitelji Grego. Od ostalih kula i kaštela danas postoje tek ostaci. Kada je prestala turska opasnost i gusarenje po otočnim obalama sve su kule vremenom bile snižavane i prilagođivane u povoljnije stambene svrhe, otvarali su se novi i veći prozori i širile unutarnje prostorije.
U 17. i 18. stoljeću pučiško pučanstvo neprestano raste. Godine 1614. u mjestu je zabilježeno 300 stanovnika od pričesti, 1637. 460, 1645. 600, a 1763. 680 ljudi. Prvotna župna crkva sagrađena je 1566. godine. Vizitator Valijer naziva ju nuova et elegans, imala je pet oltara od kojih je na glavnome bio kip svetog Jerolima. Tu crkvu renesansnih oblika posvetio je 1614. godine hvarski biskup Cedulin. Kako je zbog rasta pučanstva postala premalena, 1793. započela je obnova dovršena prvih godina 19. stoljeća. Ta obnovljena crkva stilski se uokviruje u baroknu bračku arhitekturu. U to doba i privatne kuće plemićkih obitelji grade se uz obalu, pa tako sklad renesansnih oblika, obrambenih objekata i barokne zgrade s ambijentima ruralne naravi davaju posebnu draž i kolorit sredozemne arhitekture.
U Pučišćima je 1823. počela s radom privatna škola, a dvadeset godina kasnije osnovana je državna muška škola. Godine 1885. otvorena je i ženska državna škola, pa je u objema hrvatski uveden kao nastavni jezik 1894. godine. Mjesto je 1873. imalo dva do tri liječnika i jednu primalju.

## Gospodarstvo
- kamenolom (mramor)

## Poznati Pučišćani
- Neno Belan, pjevač
- Karlo Eterović
- obitelj Bokanić, koja je dala poznate svećenike, redovnike, političare i prije svega graditelje, od kojih je najpoznatiji Tripun Bokanić[8]
- Andrija Ciccarelli, svećenik i pisac povijesnih knjiga
- Ivan Jerko Dominis, havajski guverner i princ-suprug[10][11]
- Franjo Hijacint Eterović, enciklopedist, pisac i filozof
- msgr. Nikola Eterović, nadbiskup, tajnik Biskupske sinode u Rimu.
- Miro Kačić, hrvatski jezikoslovac, matematički jezikoslovac, romanist i kroatist.
- Čedo Martinić, glumac
- Jere Mihaljić, glavni franjevački ekonom za Palestinu i Transjordaniju
- Gaetano Moscatelli, poznati graditelj orgulja (djelovao 1792. – 1799.)
- Tomislav Ostoja, kipar i slikar
- Ivan Puljizić, graditelj,konstruktor i vojni inženjer
- Veseljko Sulić, baletni plesač, koreograf i pedagog

Podrijetlom iz Pučišća su čileanski književnici Ramón Díaz Eterović, Domingo Mihovilović Rajčević i Nicolás Mihovilović Rajčević.

## Spomenici i znamenitosti
- Crkva sv. Jeronima
- Kaštel Ciccarelli
- Kula Aquila
- Kuća Dešković
- Svjetionik Rt Sv. Nikola
- Crkva Gospe od Utjehe
- Crkva Gospe od Batka
- Crkva sv. Lucije
- Crkva sv. Jurja

## Obrazovanje
- Osnovna škola Pučišća
- Klesarska Škola

## Kultura
- Glazbena udruga BRAssČuta
- Klapa Volat

## Šport
- 3 malonogometna kluba
- košarkaški klub
- vaterpolski klub "Pučišća"
- karate klub Brač

## Vanjske poveznice
|  | Zajednički poslužitelj ima još gradiva o temi Pučišća |